# 永援圣母圣殿 (利马)
永援圣母圣殿（Basílica de María Auxiliadora）是一座罗马天主教宗座圣殿，位于秘鲁首都利马布雷尼亚区，是慈幼会在该地的主要宗教建筑。它建于1916-1924年，1921年祝圣，作为秘鲁独立一百周年庆典的一部分。该堂由慈幼会神父，由意大利建筑师、慈幼会神父埃内斯托·维斯皮格纳尼（Ernesto Vespignani）设计。1962年，教宗若望二十三世将其升格为次级宗座圣殿。

## 历史
1891年，慈幼会进入秘鲁。1897年，他们搬到布雷尼亚，1900年在那里建造了一座小堂，供奉永援圣母。1906年，开始修建新的永援圣母堂，不久中断。1916年，工程开始。建筑师埃内斯托·维斯皮格纳尼神父设计了这座罗马拜占庭建筑，有三个中殿，立面有一个钟楼，高56米。占地2000平方米，长70米，宽30米。立面有三个大门，两侧各有一个。有14个半八角形的小堂。卡洛斯·帕内神父（Carlos Pane）则负责筹集款项，直到1923年。工程始于1916年5月，在建筑师维斯皮格纳尼返回布宜诺斯艾利斯后，若瑟·萨拉萨（José Salassa）接管了工程。
1921年7月秘鲁独立一百周年时，该堂尚未完工。但是仍在7月29日举行了祝圣仪式，30日举行了庄严的开堂典礼，作为百年庆典的一部分，总统奥古斯托·贝纳尔迪诺·莱吉亚·伊·萨尔塞多出席。56米高的钟楼于1924年12月8日，在庆祝阿亚库乔战役一百周年的活动期间落成。